# Christian Wilhelm Schneider (Geistlicher, 1678)
Christian Wilhelm Schneider  (andere Namensform: Wilhelm Christian Schneider; * 18. Juni 1678 in Herbsleben; † 4. Juni 1725 in Esens) war ein deutscher lutherischer Pfarrer und Gründer eines Waisenhauses in Esens. Er war – neben Hieronymus Brückner in Wittmund – ein wichtiger Vertreter des Hallischen Pietismus in Ostfriesland.

## Leben und Werk
Christian Wilhelm Schneider wurde als Sohn eines sächsischen Richters in Thüringen geboren. Nach dem Besuch des Gymnasiums in Gotha studierte er ab dem Jahr 1698 Evangelische Theologie und Orientalische Sprachen an der Universität Halle. Nach Studienreise durch Italien wurde er Pastor in Teschen in Schlesien und 1711, auf Empfehlung August Hermann Franckes, zum ersten Pastor von Esens berufen. Dort blieb er bis zu seinem Tod.
Die große Armut und die seelische Not der Armen in seiner neuen Gemeinde, zu deren Behebung städtische und kirchliche Mittel nicht ausreichten, ließen ihn zunächst eine „Armenschule“ gründen und schließlich den Plan zum Bau eines Waisenhauses fassen. Im Jahr 1713 folgte die Grundsteinlegung zum Bau des Waisenhauses. Das Kapital zu Beginn betrug rund 300 Thaler und 100.000 Ziegelsteine aus der abgebrochenen Festung Leerort, die ihm Fürst Georg Albrecht nebst einigen Balken und Holz dazu schenkte. (Onno Klopp nennt nur 10.000 Ziegel, aber dazu Steine eines Zwingers, der in Esens abgebrochen wurde.) Bis 1715 kamen durch Sammlungen 2800 Taler für den Bau zusammen. Über die Tür des Waisenhauses ließ Schneider einen Spruch setzen, der seine Frömmigkeit und sein Gottvertrauen widerspiegelt: „Wie teuer ist deine Güte, dass Menschenkinder unter dem Schatten deiner Flügel Zuflucht haben“. Das Waisenhaus wurde ein zweistöckiger Bau von „100 mal 90 Fuß“. Es ähnelt im Stil dem heutigen Rathaus am Markt, das lediglich an jeder Seite um eine Fensterbreite kürzer ist.
Die fertige Anlage umfasste außer den Räumen für die Kinder einen großen Saal mit Orgel, die Schulräume, eine Tuchfabrik, eine Bäckerei, eine Brauerei und eine Mühle nebst Garten und Land. In einem von Christian Wilhelm Schneider sorgfältig geführten „Rechnungbuch“ für die Zeit von 1711 bis 1719 findet sich, neben von ihm gefertigten Zeichnungen von Gebäuden, Möbeln, Geräten und anderem mehr, die detaillierte Abrechnung des Hauses. Nach dem Tod Schneiders wurde die Führung von dem jeweiligen Oberamtmann, dem Justizbürgermeister und dem Oberprediger übernommen.

## Die weitere Geschichte des Waisenhauses
Das Waisenhaus hatte eine wechselvolle Geschichte. Im Jahr 1860 fiel es dem großen Stadtbrand zum Opfer, bei dem 109 Häuser und Scheunen vernichtet wurden. Nach 1864 erfolgte die Grundsteinlegung zum Bau eines „Armen- und Arbeiterhauses“ auf dem Platz des abgebrannten Waisenhauses. Am 27. September 1943 folgte die totale Zerstörung des „Armen- und Arbeiterhauses“ bei einem Bombenangriff auf Esens, bei dem 165 Menschen ums Leben kamen, darunter alle Kinder zweier Schulklassen, die im Keller des Hauses Schutz gesucht hatten. An das frühere Waisenhaus erinnert noch immer die „Waisenhausstraße“.

## Ehrungen
Christian Wilhelm Schneider wurde im Jahr 1981 Namensgeber der Christian-Wilhelm-Schneider-Schule in Esens.